# Dieselpunk

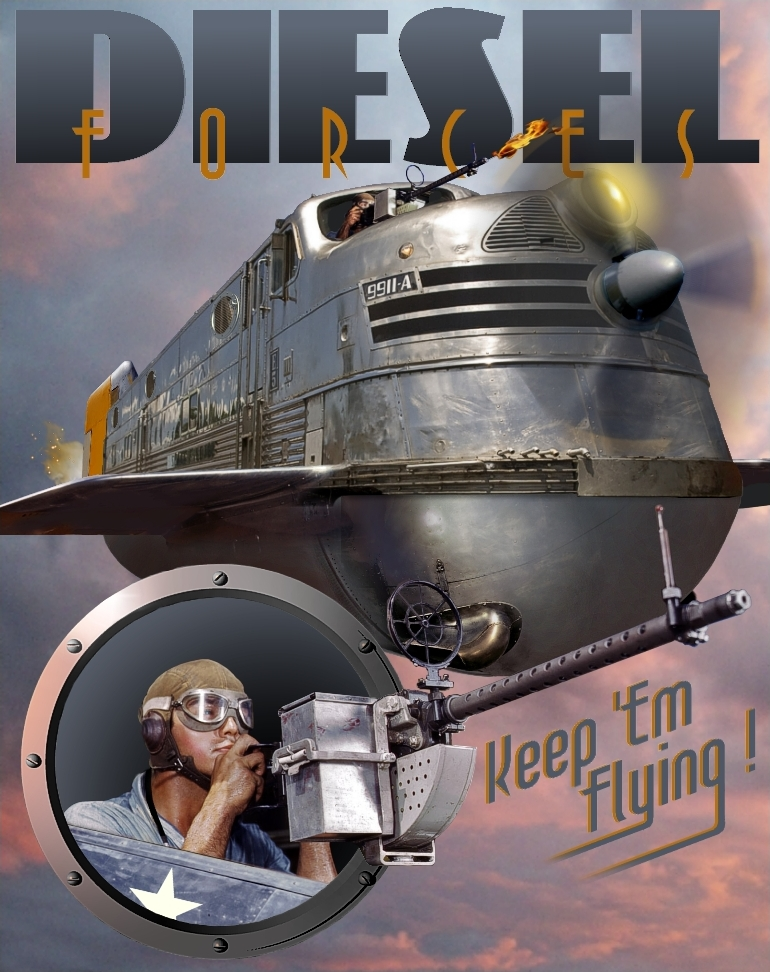
Un exemplu de artă dieselpunk

Dieselpunk este un subgen similar steampunkului care combină estetica tehnologiei pe bază de motorină din perioada interbelică până în anii 1950 cu tehnologie retro-futuristă și sensibilități postmoderne. Inventat în 2001 de către designerul de jocuri Lewis Pollak pentru a descrie jocul său de rol Children of the Sun (Copiii Soarelui), termenul a fost aplicat de atunci diverselor lucrări din domeniul artelor vizuale, muzică, filme, ficțiune și inginerie.

## Origine
Numele "dieselpunk" este un derivat al genului science fiction cyberpunk din anii 1980 și este folosit pentru a reprezenta perioada de timp - sau "epoca" - din perioada interbelică până în anii 1950, când locomoția pe bază de motorină era principala tehnologie centrată pe cultura occidentală. Sufixul "-punk" atașat numelui este reprezentativ pentru natura de contracultură a genului în ceea ce privește opoziția față de estetica contemporană. Termenul este și o referire tongue-in-cheek către un alt sugen derivat din cyberpunk, "steampunkul", care modelează o lume imaginară care și-a însușit cu desăvârșire utilizarea mașinilor cu abur din epoca victoriană.

## Ca mișcare artistică

### Literatură
Istoria alternativă și cel de-al doilea război mondial figurează în fruntea temelor literaturii dieselpunk. Exemple de romane dieselpunk sunt Tales of the First Occult War de Kevin Cooney, Fiends of the Eastern Front de David Bishop și Hard Magic: Book 1 of the Grimnoir Chronicles de Larry Correia.

### Cinematografie și televiziune
În ceea ce privește filmele artistice, dieselpunk combină trupe, arhetipuri de caractere și setări din epoca diesel ca genurile film serial de aventură, noir, pulp și de război cu tehnici postmoderniste ale narațiunii și cinematografia. Printre lucrările care au inspirat cinematografia dieselpunk se numără Metropolis (1927) și Things to Come (1936), datorită viziunilor lor de epocă asupra culturii și tehnologiei utopice. Chiar și popularul film Războiul stelelor (1977) a fost remarcat ca având puternice influențe dieselpunk, deoarece a atras în mare măsură iconografia pulp și a celui de-al Doilea Război Mondial, dar le-a amestecat cu setări futuriste.
Câteva exemple frecvent menționate de cinematografie dieselpunk:
- Blade Runner (1982), deși etichetat pe scară largă ca fiind cyberpunk, poate fi, de asemenea, descris ca dieselpunk datorită împrumuturilor sale puternice din filmul noir.[12]
- Brazil (1985)
- The Rocketeer (1991)
- Dark City (1998)
- Filmul lui Tim Burton, Batman (1989), a fost de asemenea menționat ca un film dieselpunk.[13]
- Sky Captain and the World of Tomorrow (2004)[14]
- The Sky Crawlers (2008)
- Captain America: The First Avenger (2011), a cărui imagistică a fost descrisă ca având o "calitate dieselpunk"[15]
- Filmul Evadare din realitate (Sucker Punch, 2011), regizat de Zack Snyder, include aventuri inspirate din dieselpunk[16][17][18] cu protagonistul Babydoll și echipa sa care se infiltrează într-un  buncăr protejat de soldați germani din timpul celui de-al doilea război mondial, amestecând multe elemente retro, fantastic și SF.
- Mad Max: Drumul furiei (Mad Max: Fury Road, 2015), deși nu este cu adevărat un film dieselpunk, conține multe elemente dieselpunk.[19]